# Mouseîon d'Alexandrie
Pour l’article homonyme, voir Mouseîon.
Le Mouseîon (du grec Μουσεῖον « temple des Muses » ou Musée, situé au sein même du quartier royal (Basileia) d'Alexandrie en Égypte ptolémaïque, est l'un des plus importants centres intellectuels du monde hellénistique, comprenant notamment la fameuse bibliothèque. La construction du musée est l’une des nombreuses illustrations de la politique culturelle de Ptolémée Ier, celle de la recherche d’une véritable suprématie intellectuelle lagide. Il fit appel à l'expérience et la culture de Démétrios de Phalère, gouverneur d'Athènes de 317 à 307 av. J.-C., pour l'aménager. L’ancien sômatophylaque d’Alexandre le Grand voulut faire de son musée celui du monde grec, à l’image du vers d’un poète grec rapporté par Athénée de Naucratis dans son Deipnosophistes (composé vers 228), faisant du musée du mont Hélicon celui de la Grèce. Expression du désir constant de conserver des liens avec la tradition et la culture grecques, le musée d'Alexandrie a aussi été le moyen pour les Ptolémées de faire valoir leur supériorité culturelle face à des rivaux antigonides et attalides qui redoublaient d'efforts pour édifier de nombreux musées et académies. Bien qu'il ait été gravement endommagé en 47 av. J.-C., le musée d'Alexandrie a survécu, notamment à travers l’héritage qu'il a diffusé partout en Europe.

## Localisation

Plan d'Alexandrie à l'époque hellénistique (no 9 = Musée)

Plusieurs découvertes archéologiques sont essentielles pour localiser plus précisément l'emplacement du complexe du Mouseîon. En 1847, un bloc de granit évidé, portant l'inscription grecque « ΔΙΟΣΚΟΥΡΙΔΗΣ Γ ΤΟΜΟΙ » (« Dioscoride 3 volumes ») a été mis au jour dans le jardin du consulat général de Prusse, à l'angle sud-est de l'intersection de la rue Nabi Daniel et de l'avenue al-Horreya. Une cavité de 10 pouces de large sur 8 pouces de long et 3 pouces de haut y avait été creusée, formant un casier pour stocker trois rouleaux de papyrus. Il est probable qu'un couvercle en dalle de pierre scellait à l'origine le casier pour le protéger de l'humidité. Seuls les manuscrits rares auraient nécessité de tels casiers en pierre fabriqués sur mesure pour leur conservation. Les documents standard auraient été rangés dans des armoires à livres (armaria) ou sur des étagères autoportantes (loculamenta) bordant les murs des piles. Vers 1890, une statue de pierre a été mise au jour à une courte distance de là où fut retrouvé le bloc de granit évidé évoqué plus haut, sur le terrain de la maison Adib, rue Chérif Pacha. Sa base comporte une inscription en grec dédiée à Aelius Demetrios, rhéteur membre du Mouseîon, par Flavius Hiexax au nom de ses collègues, les philosophes dînant en commun (c'est-à-dire les membres du musée). La base fut réutilisée durant le règne de l'empereur Dioclétien pour une inscription à sa gloire. Comme le casier à livres n'a pas été réinscrit ni intégré à d'autres structures, l'endroit où il a été trouvé pourrait bien être celui de sa provenance d'origine. Bien que réutilisé, le lourd socle de la statue n'a peut-être pas été déplacé bien loin de son emplacement originel. Ainsi, le musée et la bibliothèque pourraient avoir été situés à proximité de ce carrefour, à environ un tiers de mille (0,6 km) à l'intérieur des terres de la corniche moderne construite au XIXe siècle par Méhémet Ali, un peu plus à l'intérieur des terres par rapport à l'ancien rivage,.
Les vestiges d'une immense colonnade en granit, encore visibles depuis la rue Nabi Daniel, témoignent que le hall est adjacent à une artère principale nord-sud de la ville. L'identification de l'avenue al-Horreya avec le tracé général de la principale artère est-ouest de la ville antique, la via Canopica, est incontestable. Cette dernière était l'avenue à portiques qui allait de la porte Canopique orientale au portail occidental de la nécropole, décrite par l'auteur grec Achille Tatius dans son roman grec Leucippé et Clitophon. Non loin se trouvait le Sôma, ou zone renfermant les tombeaux d'Alexandre le Grand et des Lagides. Celui-ci était situé selon des témoignages antiques au cœur de la ville antique et probablement près de la mosquée du prophète Daniel (en), dans la rue qui porte son nom.

## La fondation du Mouseîon
Le Mouseîon d’Alexandrie n’est ni le premier ni le seul Mouseîon qui ait été érigé au cours de la période hellénistique. Au sens strict, les « Musées » de l'Antiquité étaient des centres pour le culte des Muses, ces protectrices des arts et des sciences patronnées par Apollon. Construit en 290 av. J.-C., au sein même de la capitale lagide, le musée respecte les modèles en Grèce de l'Académie platonicienne et du Lycée aristotélicien. Il a connu un prestige culturel sans égal, entre sa construction et sa partielle destruction en 47 av. J.-C., bien qu'il ait été concurrencé par ceux d’Éphèse, d’Athènes ou encore par celui de Smyrne. À l’origine lieu de dévotion envers les neuf muses, il faut voir dans le musée d’Alexandrie et ses concurrents une sorte « d’institut de recherche, fondation royale construite à proximité du palais et de ses dépendances, bénéficiant de moyens financiers considérables grâce à la générosité des souverains et servant en retour leur prestige ». Afin d'imiter le musée athénien de l’Hélicon[pas clair], celui d'Alexandrie a été placé auprès des buttes du Bruchium et du Paneum, entre lesquelles passait la voie Canopique, artère qui traverse la ville selon un axe est-ouest depuis la « Porte du Soleil » jusqu'à la « Porte de la Lune ».

## Édifice
Le musée est avant tout un enclos sacré, un lieu de culte dédié aux muses et à Sérapis et régi par des règles spécifiques et des usages codifiés. Il est composé d'un jardin et de promenades, d'une salle de réunion, d'autels, d'une bibliothèque et de diverses annexes comme l'observatoire, le jardin botanique et l'institut d'anatomie. Le musée est aussi un lieu de conservation de la mémoire et répondait architecturalement au modèle péripatéticien proposé par Démétrios de Phalère à Ptolémée Ier. Bien que l'archéologie n'ait pas encore retrouvé les traces du musée, il nous en reste quelques descriptions comme celle que fait le géographe et historien grec Strabon, dans sa Géographie, qui décrit la Brucheion (ou Bruchion, le quartier royal de la ville) : 

« À la rigueur, on peut compter aussi comme faisant partie des palais royaux, le Muséum, avec ses portiques, son exèdre et son vaste cénacle qui sert aux repas que les doctes membres de la corporation sont tenus de prendre en commun. On sait que ce collège d'érudits philologues vit sur un fonds ou trésor commun administré par un prêtre, que les rois désignaient autrefois et que César désigne aujourd'hui »

— Strabon, Géographie (écrite entre 20 av. J.-C. et 23), Livre XVII, 1. 8. 793-794. (lire en ligne)
Concernant l'extérieur, comme Aristote et ses disciples avaient l'habitude de se promener pour discuter de philosophie (ce qui leur valut le surnom de Péripatéticiens), les vastes jardins et les allées couvertes étaient des caractéristiques souhaitables. Comme c'était la coutume, l'intérieur était orné de peintures et de statues d'éminents lettrés, dont des bustes de philosophes. Suétone, historien romain, raconte dans sa biographie de l'empereur Claude : 

« il écrivit en grec vingt livres de l'histoire des Tyrrhéniens et huit de celle des Carthaginois. Ce fut en considération de ces ouvrages qu'il ajouta un second musée à celui d'Alexandrie, et qu'il l'appela de son nom, en ordonnant que, chaque année, à des jours marqués, comme pour des cours publics, on lirait en entier, dans l'un l'histoire des Tyrrhéniens, dans l'autre celle des Carthaginois, et que les divers membres de l'établissement se relayeraient pour en achever la lecture. »

— Suétone, Vie des douze Césars (début du IIe siècle), Claude, XLII. Sa prédilection pour le grec et ses productions dans cette langue (lire en ligne).

## Vivre au Mouseîon
Il ne nous reste que peu d'informations sur la vie au musée d'Alexandrie, et ces quelques informations éparses se situent au fil des pages des œuvres de Strabon, Vitruve ou encore Athénée de Naucratis. Cependant, certains éléments peuvent être mis en relief.
Les membres du Musée venaient des villes de toute la Méditerranée. C'était souvent le roi qui les recrutaient individuellement, soit en se fiant à leur renommée à l'étranger (comme pour Ératosthène), soit car ils opéraient dans les milieux culturels de la ville (en tant qu'enseignants tels que Callimaque, ou comme jeunes chercheurs brillants, Aristophane de Byzance, par exemple). Ils étaient généreusement payé d'allocations de la part des Ptolémées et, plus tard, des empereurs romains, tant qu'ils y poursuivaient leurs études. Ces érudits formaient un groupe d’élite, bénéficiant également de logements et de repas pris en commun gratuits, ainsi qu’une exemption totale de l’impôt de capitation romain, un privilège dont seuls les citoyens romains et les citoyens des cités grecques bénéficiaient habituellement. Ces avantages attiraient donc des savants de toutes origines, créant une communauté intellectuelle à Alexandrie. Ce statut extrêmement privilégié est la nouveauté majeure de ce Musée par rapport à ses prédécesseurs. Cependant, le roi étant fier et jaloux de son équipe de recherche, il imposa aux résidents de rester dans l'enceinte du palais royal et limita la fuite des cerveaux par des mesures drastiques. Ainsi, Aristophane de Byzance voulut sortir de sa prison dorée et organisa sa propre fuite, peut-être pour rejoindre le centre intellectuel rival de Pergame. Mais, pris sur le fait, il finit en prison,.
Ces conditions permettaient aux savants de se consacrer entièrement à leurs études et à leurs enseignements. C'est dans ce contexte que l'innovation culturelle de l'âge alexandrin put se produire ; on pourrait la qualifier de « philologie » (au sens original, « érudition », « doctrine variée », objet que ces savants poursuivaient). Leur production comme la poésie était dégagée des contingences habituelles, comme les évènements rythmant la vie sociale ou la politique. Ainsi, les compositions de Callimaque sont dirigées vers la mythographie ou l'étiologie, tandis que celles de Théocrite vers la poésie bucolique. Même la poésie épique, avec les Argonautiques d'Apollonios de Rhodes, se consacre en priorité à l'érudition et la caractérisation psychologique des personnages. La « comédie nouvelle » de l'époque alexandrine portait sur les particuliers et leurs vicissitudes, plutôt que la réflexion sur les formes de gouvernement et l'influence de l'opinion publique du théâtre de l'âge classique. Cette nouvelle sensibilité s'imposera, surtout à partir de l'époque impériale, dans un nouveau genre littéraire, qu'on a appelé en termes délibérément anachroniques « roman grec ».
Un directeur du musée régissait l’établissement, titulature à laquelle s'adjoignait celle de Grand-prêtre. Ce magistrat devait vraisemblablement honorer soit les muses, soit le dieu syncrétique Sérapis, dieu extrêmement important au sein du panthéon égyptien lagide. Par ailleurs, certains membres du musée exerçaient eux aussi une fonction ecclésiastique de moindre importance, à l'image du néocore de Sérapis (prêtre). De plus, les pensionnaires du musée possédaient le privilège de la sitêsis (ou nourriture aux frais de l'État), et devaient prendre ces derniers en commun. Pierre Lemerle évoque l’hypothèse que la sitêsis était avant tout une pension en argent destinée à dédommager ceux qui ne pouvaient profiter des infrastructures du musée et non un droit d’être nourri à Alexandrie.
La célèbre bibliothèque d'Alexandrie, édifiée à l'instigation de Démétrios de Phalère, appartenait à l’édifice du musée : de nombreux auteurs la mentionnent, soulignant sa magnificence et les nombreux ouvrages dont elle regorgeait. Ainsi, une scholie de Plaute évoque un rapport officiel du bibliothécaire Callimaque, à la fin du règne de Ptolémée II, faisant état de près de 400 000 volumes mêlés reposant sur les étagères de la bibliothèque, tandis que Plutarque ne fait allusion qu'à 200 000 ouvrages au début du règne de ce même Ptolémée. Cela permettant ainsi d’émettre l'hypothèse qu'une véritable politique commerciale d'achat, d'emprunt et de vente de volumina (rouleaux de feuilles de papyrus) fut menée, hypothèse appuyée par le fait que tous les navires qui accostaient aux ports d'Alexandrie devaient laisser leurs manuscrits le temps d'une copie. Ainsi, l'activité de la bibliothèque fut sans nul doute importante à l'image de cette filiale qui fut établie dans le Sérapéum et qui, d'après Épiphane portait le nom de « la fille de la grande », et où l'on entreposait les rouleaux les moins utiles. On y trouvait aussi les copies des ouvrages du Mouseîon qui y étaient produites, l'annexe étant conçue pour les savants qui n'en faisaient pas partie. La bibliothèque n'eut de cesse d'accroître sa collection, comme l'indique Plutarque, lorsqu'en 47 av. J.-C., Marc Antoine aurait donné à Cléopâtre les 200 000 volumes (presque tous des exemplaires uniques) qui appartenaient à la bibliothèque de Pergame, laquelle à cette époque était sa grande concurrente, afin de compenser les pertes occasionnées par le terrible accident survenu la même année. En ce qui concerne la gestion de la bibliothèque, on sait que la magistrature de bibliothécaire existait dès la création de l’édifice puisque le premier bibliothécaire fut Démétrios de Phalère.
En plus de la bibliothèque et des exercices philosophiques et littéraires, plusieurs mentions au sein de diverses sources suggèrent les nombreuses disciplines qui furent exercées au sein du musée lagide : médecine, zoologie, botanique, ou encore astronomie et géométrie à l'Observatoire, dans lequel ont travaillé Timocharis et Aristyllos au IIIe siècle.

## Pensionnaires célèbres
Nombreux furent les intellectuels de la période hellénistique qui convoitèrent le titre de « pensionnaire du Musée », gage d'un grand savoir, mais aussi de sagesse et qui permettait d'obtenir la reconnaissance de ses pairs ainsi que celle des souverains. Ainsi, on retrouva, gravées sur les colosses de Memnon dans la plaine de Thèbes, deux signatures de pensionnaire :
- « Moi, Servius Sulpicius Serenus, préfet de Cohorte, Tribun militaire de la légion XXII, préfet de l'aile des Voconces... néocore du grand Sérapis, l'un des pensionnaires du Musée et de ceux qui sont exempts de toute charge.... l'an 7 d'Hadrien » ;
- « D’Arius, poète homérique du Musée, après avoir entendu Memnon. »

Outre Démétrios de Phalère, il y eut pour pensionnaires et bibliothécaires :
- Zénodote (330–260 av. J.-C.), spécialiste d'Homère ;
- Théocrite (310–250 av. J.-C.) poète ;
- Callimaque (305–240 av. J.-C.), poète ;
- Apollonios de Rhodes (vers 295–vers 215 av. J.-C.), poète ;
- Ératosthène (276–194 av. J.-C.), géographe et astronome ;
- Aristophane de Byzance (v. 257–v. 180 av. J.-C.), grammairien et philologue ;
- Aristarque de Samothrace (v. 217–144 av. J.-C.), grammairien et philologue ;
- Théon d'Alexandrie (env. 335–env. 405), mathématicien et astronome (et père d'Hypatie)[17] ; cependant, il semble s'agir d'une confusion d'homonymes[2] ;
- Aelius Demetrios, rhéteur à qui est dédiée la dédicace sur la base de statue évoquée plus haut[8] ;
- Flavius Hiexax, collègue du précédent.

Athénée, dans ses Deipnosophistes, mentionne un autre pensionnaire : « Lorsque l'empereur Hadrien était à Alexandrie d'Égypte, certain Pancrate, poète du pays, lui montra comme une grande merveille un de ces lotus couleur de rosé, disant qu'il fallait donner le nom d'Antinoüs à cette plante, parce que la terre l'avait produite lorsqu'elle avait été arrosée du sang de ce lion de Mauritanie que l'empereur avait couché par terre à la chasse dans la partie de la Libye voisine d'Alexandrie. C'était un animal énorme, qui avait longtemps ravagé la Libye, au point d'en avoir rendu une grande partie déserte. Adrien flatté de la pensée ingénieuse du poète, et de la vue de cette plante qui était nouvelle pour lui, ordonna que Pancrate serait nourri au musée de cette ville ».
Tous n'ont pas voué une profonde admiration aux membres du Musée. C'est ce qu'attestent les mots de Timon de Phlionte, poète satirique, rapportés par Athénée de Naucratis dans le même ouvrage : « Dans l’Égypte, où il y a nombre de peuples, on nourrit aussi nombre de griffonneurs qui se battent sans cesse dans la cage des muses ; et Dieu sait quand ils seront guéris de ce flux de bouche ». Ou encore ceux de Vitruve, auteur du traité De architectura, fustigeant la décadence d'une bibliothèque et plus généralement du musée d'Alexandrie, qui n'avait alors plus rien de comparable avec la grandeur du musée à l'époque d'Ératosthène, « garde de la bibliothèque ».

## Fin
Le musée a continué d'exister jusqu'au IIIe siècle, comme l'a démontré Annibale Evaristo Breccia. De plus, Dion Cassius, historien romain d'expression grecque, raconte dans son Histoire romaine que Caracalla « avait une si forte haine pour les philosophes appelés aristotéliciens, qu'il voulut brûler les livres de leur maître, supprima leur banquet à Alexandrie et les autres privilèges dont ils jouissaient, leur reprochant, entre autres griefs, la tradition qui faisait Aristote complice de la mort d'Alexandre ». Les dernières références connues à l'ancien Mouseîon encore en activité datent des années 260. Les papyrus documentaires peuvent fournir un témoignage significatif. Pour les IIe siècle et IIIe siècle, ils comportent maintes occurrences d'un titre honorifique signalant l'appartenance au Mouseîon d'un personnage insigne. Mais ils sont totalement muets sur ce sujet à partir des années 270.
La Brucheion, le complexe de palais et de jardins qui comprenait le Mouseîon, a probablement été totalement détruit par le feu sur les ordres de l'empereur Aurélien en 272 dans sa campagne contre la reine Zénobie. Ammien Marcellin, historien romain, parle dans son Res gestae de cet évènement :
« Ce prince renversa ses murailles, et Alexandrie perdit la plus importante partie de son territoire, le district appelé Brouchion, berceau de plusieurs beaux génies : tels sont le célèbre grammairien Aristarque ; Hérodien, si ingénieux dans ses recherches sur les beaux-arts; Ammonius Saccas, qui fut le maître de Plotin, et une foule d'autres noms illustres dans les lettres; au milieu desquels il ne faut pas oublier Didyme Chalcentère, auteur de plusieurs ouvrages d'une érudition variée, mais auquel les gens de goût reprochent d'avoir joué près de Cicéron, dans six livres de critique souvent maladroite, le rôle d'un roquet jappant contre un lion. Aux noms que j'ai cités on pourrait en ajouter bien d'autres. L'esprit scientifique, loin d'être éteint dans Alexandrie, y fleurit encore chez un grand nombre de professeurs distingués. La géométrie y poursuit utilement ses découvertes; la musique y a toujours des zélateurs, et l'harmonie des interprètes. On y compte encore des astronomes, bien qu'ils soient devenus plus rares. La science des nombres y est généralement cultivée, ainsi que l'art de lire dans l'avenir. Quant à la médecine, dont notre intempérance rend les secours si souvent indispensables, elle y a fait notoirement de tels progrès, qu'il suffit à un médecin de dire qu'il a étudié à Alexandrie, pour qu'on ne lui demande pas d'autres preuves de capacité. En voilà trop peut-être sur ce sujet. »
Cela dit, on ne sait avec certitude combien de bâtiments originaux existaient encore à l'époque. Mais Dioclétien mis à sac la ville quelques années plus tard. Le Musée tel qu'il avait été conçu par les premiers Ptolémées cessa définitivement d'exister. Des références dispersées dans des sources ultérieures suggèrent qu'une autre institution comparable a été créée au IVe siècle à un endroit différent, mais on sait peu de choses sur son organisation et il est peu probable qu'elle ait eu les ressources de son prédécesseur,. Synésios de Cyrène en évoque brièvement la décoration. Zacharie le Rhéteur et Énée de Gaza parlent tous deux d'un lieu connu sous le nom de « Mouseîon » à la fin du Ve siècle.

## Héritage et pérennité du Mouseîon d'Alexandrie
Les intérêts, surtout littéraires, de Ptolémée Ier Sôter, et ceux, essentiellement scientifiques, de Ptolémée II Philadelphe, dans la foulée de l'héritage péripatéticien, expliquent la fortune du Musée et celle d'Alexandrie comme capitale de la culture mondiale. L'institution et l’organisation de la Bibliothèque devinrent finalement un modèle à imiter, depuis Pergame, le centre rival surgi au IIe siècle av. J.-C., jusqu'aux bibliothèques de Rome.
Naturellement, la disparition de l’institution du Mouseîon n'a pas signé l'arrêt de la vie culturelle alexandrine, ni du mythe de la ville. À la fin du XIIe siècle, dans sa description d'Alexandrie, le poète Ibn Jubair met en relation sa splendeur avec son passé de centre de recherche scientifique à vocation mondiale. Concernant la transmission des textes, le Mouseîon n'exerça finalement d’influence sur ce qui nous reste de l'antiquité que par l'intermédiaire de centres culturels plus modestes. Mais son héritage pour la culture occidentale, voire mondiale, est beaucoup plus profond, dans les découvertes scientifiques, dans l'exégèse des textes, pour l'ouverture aux autres civilisations ou encore, la refondation des savoirs. Son expérience constitue une des étapes les plus significatives de l'évolution vers une méthode scientifique et un esprit culturel modernes.

Le Mouseîon d'Alexandrie avec sa bibliothèque est l'un, sinon le modèle d'archivage en Europe. Malgré son lent déclin au début de notre ère, de nombreux consuls et autres hauts-dignitaires romains ont érigé et organisé des musées à moindre échelle comme le montre l'exemple d'Ampelios, originaire d'Antioche et proconsul d’Achaïe, qui établit un musée à Égine en 359. Cela atteste ainsi de l'importance de son ancien rayonnement. De plus, il faut noter une évolution du Mouseîon et de sa fonction au cours de la période romaine. L'enseignement est de plus en plus privilégié, tout en bénéficiant d'un patronage et d'une protection des empereurs qui n'avaient plus grand-chose à voir avec ceux des Ptolémées. On sait ainsi que l'enseignement de la littérature a fortement décliné au profit de la philosophie (Philon d'Alexandrie, Plotin) et de la recherche scientifique et médicale (Héron d'Alexandrie, Claude Ptolémée, Galien). On retient de nombreuses références à sa bibliothèque à partir du XVIIIe siècle en France (siècle des Lumières). Ainsi, la célèbre encyclopédie de Diderot et d'Alembert mentionne l'établissement et sa bibliothèque, dans un article qui lui est réservé : 

« Musée, lieu de la ville d’Alexandrie en Égypte, où l’on entretenait, aux dépens du public un certain nombre de gens de lettres distingués par leur mérite, comme l’on entretenait à Athènes dans le Prytanée des personnes qui avaient rendu des services importants à la république. Le nom des muses, déesses et protectrices des Beaux-Arts, était incontestablement la source de celui du musée (…) le mot de musée a reçu depuis un sens plus étendu et on l’applique aujourd'hui à tout endroit où sont renfermées les choses qui ont un rapport immédiat aux arts et aux muses. »

Au XXe siècle, l’écrivain et voyageur britannique Lawrence Durrell désigne cet ancien temple du monde hellénistique comme une « capitale de la mémoire » humaine. En hommage au Mouseîon, le gouvernement égyptien a lancé en 1995 le projet de la Bibliotheca Alexandrina en partenariat avec l'Unesco, véritable politique contemporaine de renaissance, en souvenir de l'établissement mythique de l’Antiquité.